# ツルグミ
ツルグミ（学名：Elaeagnus glabra）はグミ科グミ属のつる性常緑樹。

## 特徴
刺状の短い枝が逆向きに生えて他物に絡みつき、高さ3–10 m前後まで登る。つるの径は5 cmに達する。葉は長さ4–9 cmの楕円形～卵形で先は尖り、全縁で薄い革質、互生する。葉裏は鱗片で覆われ、個体差はあるが強い光沢をもち、赤褐色や金色にみえる。枝や葉柄も赤褐色の鱗片で覆われる。枝の稜は不明瞭。花序は葉腋につき、花は黄白色で下向きに咲く。萼筒は長さ約15 mmで細く、漏斗形で鈍い4稜をもつ。開花期は12–2月。果実は楕円形の核果で長さ1.2–2.5 cm、3–4月に深赤色に成熟し、ややえぐみがあるが甘酸っぱく食べられる。

## 分布と生育環境
東北南部（福島県以西）～南西諸島、朝鮮半島、中国南部、台湾に分布。低地～山地の林縁や林内に普通にみられる。

## 利用
庭園樹、盆栽用。樹皮と根皮は薬用、果実は食用、材は農具等の柄に用いられる。

## ギャラリー
ツルグミ（2025年1月 沖縄県東村 福地ダム周辺）
- 葉
- 花
- 枝
- 枝の拡大